# 第79回天皇杯全日本サッカー選手権大会
第79回天皇杯全日本サッカー選手権大会（だい79かいてんのうはいぜんにほんサッカーせんしゅけんたいかい）は、1999年（平成11年）11月28日から2000年（平成12年）1月1日まで開かれた天皇杯全日本サッカー選手権大会である。
この大会は名古屋グランパスエイトが4年ぶり2度目の優勝。

## 概要
- 本大会出場は80チーム。
- 準決勝の名古屋と柏レイソル戦に、明仁天皇と美智子皇后の臨席があり、サッカー競技においては1947年（昭和22年）以来52年ぶりの天覧試合となった。

## 出場チーム

### J1リーグ
- 鹿島アントラーズ（16回目）
- 浦和レッドダイヤモンズ（35回目）
- ジェフユナイテッド市原（35回目）
- 柏レイソル（32回目）
- ヴェルディ川崎（25回目）
- 横浜F・マリノス（22回目）[1]
- ベルマーレ平塚（28回目）
- 清水エスパルス（8回目）

- ジュビロ磐田（23回目）
- 名古屋グランパスエイト（23回目）
- 京都パープルサンガ（17回目）
- ガンバ大阪（19回目）
- セレッソ大阪（31回目）
- ヴィッセル神戸（13回目）
- サンフレッチェ広島（48回目）
- アビスパ福岡（8回目）

### J2リーグ
- コンサドーレ札幌（19回目）
- ベガルタ仙台（6回目）
- モンテディオ山形（8回目）
- 大宮アルディージャ（5回目）
- FC東京（6回目）

- 川崎フロンターレ（16回目）
- ヴァンフォーレ甲府（8回目）
- アルビレックス新潟（8回目）
- サガン鳥栖（8回目）[2]
- 大分トリニータ（4回目）

### JFL
- 本田技研（24回目）
- 大塚製薬（11回目）

- デンソー（7回目）

### 大学
- 国士舘大学（12回目）
- 筑波大学（19回目）
- 愛知学院大学（5回目）

### 2種
- ジュビロ磐田ユース（初出場）

### 都道府県代表
- 北海道 道都大学（2回目）
- 青森県 八戸大学（初出場）
- 岩手県 岩手大学（初出場）
- 宮城県 ソニー仙台（3回目）
- 秋田県 TDK（7回目）
- 山形県 山形FC（3回目）
- 福島県 FCプリメーロ（3回目）
- 茨城県 水戸ホーリーホック（4回目）
- 栃木県 栃木SC（2回目）
- 群馬県 前橋商業高校（2回目）
- 埼玉県 城西大学（初出場）
- 千葉県 順天堂大学（8回目）
- 東京都 専修大学（2回目）
- 神奈川県 横浜FC（初出場）[3]
- 山梨県 韮崎アストロス（5回目）
- 長野県 日精樹脂工業（8回目）
- 新潟県 新潟大学（初出場）
- 富山県 アローズ北陸（5回目）
- 石川県 テイヘンズFC（6回目）
- 福井県 丸岡高校（2回目）
- 静岡県 ジャトコ（3回目）
- 愛知県 名古屋SC（3回目）
- 三重県 マインドハウスTC（4回目）
- 岐阜県 各務原高校（初出場）

- 滋賀県 草津東高校（2回目）
- 京都府 立命館大学（3回目）
- 大阪府 阪南大学（5回目）
- 兵庫県 甲南大学（初出場）
- 奈良県 奈良産業大学（2回目）
- 和歌山県 初芝橋本高校（3回目）
- 鳥取県 境高校（初出場）
- 島根県 石見FC（3回目）
- 岡山県 三菱自動車水島（5回目）
- 広島県 広島大学（5回目）
- 山口県 山口教員団（3回目）
- 香川県 香川紫雲FC（4回目）
- 徳島県 徳島商業高校（2回目）
- 愛媛県 愛媛FC（初出場）
- 高知県 南国高知FC（2回目）
- 福岡県 福岡大学（19回目）
- 佐賀県 九州INAX（初出場）
- 長崎県 国見高校（初出場）
- 熊本県 ブレイズ熊本（4回目）
- 大分県 日本文理大学（2回目）
- 宮崎県 ホンダロック（初出場）
- 鹿児島県 鹿屋体育大学クラブ（初出場）
- 沖縄県 沖縄国際大学（2回目）

## 試合

### 1回戦
- 順天堂大学 2-0 愛知学院大学
- 栃木SC 0-2 ジュビロ磐田ユース
- 草津東高校 0-2 FC東京
- 初芝橋本高校 2-1 八戸大学
- 日本文理大学 1-2v サガン鳥栖
- 名古屋SC 3-4 ジャトコ
- 前橋商業高校 1-2 ヴァンフォーレ甲府
- ソニー仙台 2-1 岩手大学
- 丸岡高校 1-11 大塚
- 山口教員団 2-3v 福岡大学
- ブレイズ熊本 0-8 モンテディオ山形
- 沖縄国際大学 0-2 テイヘンズFC
- FCプリメーロ 0-2 アルビレックス新潟
- 鹿屋体育大学クラブ 1-0 甲南大学
- 奈良産業大学 2-7 デンソー
- 石見FC 7-3 徳島商業高校
- 国見高校 0-4 国士舘大学
- 専修大学 1-0 山形FC
- 広島大学 0-6 大分トリニータ
- 各務原高校 2-8 アローズ北陸
- 阪南大学 1-2 コンサドーレ札幌
- マインドハウスTC 2v-1 三菱自動車水島
- 南国高知FC 3-7 本田技研
- 香川紫雲FC 4v-3 日精樹脂工業
- ホンダロック 0-5 ベガルタ仙台
- 水戸ホーリーホック 5-1 TDK
- 境高校 0-6 大宮アルディージャ
- 韮崎アストロス 4(PK2-4)4 道都大学
- 愛媛FC 0-3 川崎フロンターレ
- 城西大学 4-1 九州INAX
- 立命館大学 2-1 筑波大学
- 横浜FC 8-0 新潟大学

### 2回戦
- 順天堂大学 3-0 ジュビロ磐田ユース
- FC東京 6-0 初芝橋本高校
- サガン鳥栖 2-1 ジャトコ
- ヴァンフォーレ甲府 0(PK3-4)0 ソニー仙台
- 大塚 0-2 福岡大学
- モンテディオ山形 3-0 テイヘンズFC
- アルビレックス新潟 1-0 鹿屋体育大学クラブ
- デンソー 7-0 石見FC
- 国士舘大学 1-2 専修大学
- 大分トリニータ 10-0 アローズ北陸
- コンサドーレ札幌 3-0 マインドハウスTC
- 本田技研 6-0 香川紫雲FC
- ベガルタ仙台 1-2 水戸ホーリーホック
- 大宮アルディージャ 3-0 道都大学
- 川崎フロンターレ 5-1 城西大学
- 立命館大学 1-4 横浜FC

### 3回戦
- ジュビロ磐田 2-0 順天堂大学
- ベルマーレ平塚 3-4v FC東京
- 鹿島アントラーズ 1-0 サガン鳥栖
- 名古屋グランパスエイト 4-0 ソニー仙台
- セレッソ大阪 4-1 福岡大学
- ヴィッセル神戸 0(PK3-4)0 モンテディオ山形
- 浦和レッドダイヤモンズ 3-1 アルビレックス新潟
- 柏レイソル 4-2 デンソー
- 清水エスパルス 2-1 専修大学
- 京都パープルサンガ 1-0 大分トリニータ
- アビスパ福岡 1-0 コンサドーレ札幌
- サンフレッチェ広島 3-2 本田技研
- 横浜F・マリノス 2-1 水戸ホーリーホック
- ガンバ大阪 1-0 大宮アルディージャ
- ジェフユナイテッド市原 2-3 川崎フロンターレ
- ヴェルディ川崎 3v-2 横浜FC

### 4回戦
- ジュビロ磐田 3-0 FC東京
- 鹿島アントラーズ 1-2 名古屋グランパスエイト
- セレッソ大阪 3-4v モンテディオ山形
- 浦和レッドダイヤモンズ 0-2 柏レイソル
- 清水エスパルス 2(PK4-2)2 京都パープルサンガ
- アビスパ福岡 1-2 サンフレッチェ広島
- 横浜F・マリノス 2-1 ガンバ大阪
- 川崎フロンターレ 1-3 ヴェルディ川崎

### 準々決勝
- ジュビロ磐田 0-1 名古屋グランパスエイト
- モンテディオ山形 0-2 柏レイソル
- 清水エスパルス 0-2 サンフレッチェ広島
- 横浜F・マリノス 0-1 ヴェルディ川崎

### 準決勝
| 1999年12月26日 13:00 |

| 名古屋グランパスエイト            | 2 - 0 | 柏レイソル |
| 平野孝 81分 · ストイコビッチ 84分 |       |            |

| 国立競技場 観客数: 26,042人 |

| 1999年12月26日 15:00 |

| サンフレッチェ広島                                                            | 7 - 2 | ヴェルディ川崎      |
| 藤本主税 30分, 65分, 71分 · 高橋泰 36分, 57分 · 川島眞也 55分 · 大久保誠 87分 |       | 石塚啓次 22分, 75分 |

| 長居スタジアム 観客数: 4,504人 |

### 決勝
| 2000年1月1日 |

| 名古屋グランパスエイト                              | 2 - 0 | サンフレッチェ広島 |
| 呂比須ワグナー 56分 · ドラガン・ストイコビッチ 82分 |       |                    |

| 国立霞ヶ丘競技場陸上競技場 観客数: 47,172人 主審: 岡田正義 |

| サンフレッチェ広島 |    |                      |
|                    |    |                      |
| GK                 | 1  | 下田崇               |
| DF                 | 18 | トニー・ポポヴィッチ |
| DF                 | 6  | ハイデン・フォックス |
| DF                 | 19 | 上村健一             |
| MF                 | 5  | 伊藤哲也             |
| MF                 | 4  | 桑原裕義             |
| MF                 | 38 | 森崎和幸             |
| MF                 | 13 | 古賀聡               |
| MF                 | 17 | 服部公太             |
| MF                 | 15 | 藤本主税             |
| FW                 | 11 | 高橋泰               |
| 控え:              |    |                      |
|                    | 1  | 前川和也             |
|                    | 23 | 川島眞也             |
|                    | 8  | 吉田康弘             |
|                    | 21 | 大久保誠             |
|                    | 9  | 山口敏弘             |
| 監督:              |    |                      |
| エディ・トムソン   |    |                      |

| 名古屋グランパスエイト |    |                          |
|                        |    |                          |
| GK                     | 1  | 楢崎正剛                 |
| DF                     | 3  | 大岩剛                   |
| DF                     | 2  | 小川誠一                 |
| DF                     | 4  | 飯島寿久                 |
| MF                     | 5  | トーレス                 |
| MF                     | 7  | タリック・ウリダ         |
| MF                     | 6  | 山口素弘                 |
| MF                     | 9  | 望月重良                 |
| MF                     | 11 | 平野孝                   |
| FW                     | 10 | ドラガン・ストイコビッチ |
| FW                     | 30 | 呂比須ワグナー           |
| 控え:                  |    |                          |
|                        | 16 | 伊藤裕二                 |
|                        | 14 | 古賀正紘                 |
|                        | 31 | 石川康                   |
|                        | 21 | 岡山哲也                 |
|                        | 18 | 福田健二                 |
| 監督:                  |    |                          |
| ジョアン・カルロス     |    |                          |